# Срђ (новине)
Срђ је био часопис за афирмацију и популаризацију књижевних и научних достигнућа, основан 1902. године у Дубровнику. Излазио је два пута месечно, половином и крајем месеца, од 15. јануара 1902. до 15. маја 1908. године. Штампан је на српском језику, на ћириличном и латиничном писму. Лист је покренут са жељом „... да Срђ постане књижевно гласило свију Срба на приморју.“.

## Назив
Назив је добио по брду Срђ у чијем подножју се налази старо градско језгро, у којем се налазила и штампарија. Никола Тоља се у докторској дисертацији о часопису Срђ осврнуо и на разлогe за тај назив:
Иако је Јиричек (изгледа још неки) приговарао називу часописа, његови покретачи били су упорни у томе да се назове Срђ. Уредништво не скрива упућене им замјерке: "... Нек су наши пријатељи замјерили имену нашег листа. "Срђ", веле они посве локално име. Не чудимо се замјерци, јер дан данашњи траже се имена опће позната, као Вила, Зора, Просвјета и ост. А да их упитамо што је "Срђ", бојимо се би ли који знао одговорити. По томе ево нас да се разјаснимо..." Образлаже се, затим, како је на брду Срђ изнад Дуровника некада била црквица Св. Срђа и Бака, који су били заштитници Града прије Св. Влаха. Додуше, кажу они, и Св. Влахо "источни је светац", али Св. Срђ је старији и да тако речемо источнији". Ради тога, као и ради знаменитости брда изнад Града - које је како тврде, знаменитије од Авале, Ловћена, Стражилова - завређује да часопис носи то име, јер се и према остала три наведена српска брда надјевају имена часописа, листова и календара.

## Историја Срђа
Оснивач, власник и главни уредник листа Срђ био је новинар Антун Фабрис све до своје смрти 1904. године. Главни сарадник је био професор Луко Зоре. Лист је штампан у Српској дубровачкој штампарији, чији је власник и управник био Антун Пасарић.
У Срђу је објављена песма „Бокешка ноћ“ песника Уроша Тројановића, посвећена бокешкој омладини. Због објављивања те песме, 5. новембра 1902. године, у преподневним часовима ухапшен је Антун Пасарић, а штампарија је затворена. Одмах је ухапшен и уредник Антун Фабрис, као и писац ове песме. Фабрис је остао у затвору до 23. децембра, исте године.
У време док је Антун Фабрис био у затвору на насловној страни часописа писало је да је власник, издавач и одговорни уредник Михо Вакети. По повратку из затвора Фабрис преузима Срђ све до своје смрти 1904. године, кад лист наставља да води Михо Вакети.
Почетком 1905. године власник, издавач и одговорни уредник постаје Кристо П. Доминковић, а у јуну исте године лист преузима Никола Л. Бркић, који почиње да штампа лист у Српској дубровачкој штампарији др. Грацића.
Године 1906. власник и издавач листа Срђ постаје Српска дубровачка штампарија др. Мата Грацића, а одговорни уредник постаје Антонио Вучетић, дубровачки историчар и професор. Они ће издавати Срђ све до његовог гашења 1908. године.
О престанку издавања листа Срђ, Милан Решетар је писао у „Народној енциклопедији Срба, Хрвата и Словенаца“:
„Срђ је био орган српских и националистичких кругова у Далмацији, па како је 1908. избацио првих пет бројева као споменицу о паду Дубровачке републике 31. јануара 1808, то се после анексије Босне и Херцеговине није више могло ни помишљати да се даље издаје“.

## Сарадници
У седам година излажења лист је успео да окупи књижевнике и културне раднике из Дубровника, Војводства Србије и Тамишког Баната, Књажевине Црне Горе, Књажевине Србије и осталих административних области Аустроугарске.
Са листом су сарађивали и мостарски писци: Алекса Шантић, Јован Дучић и Владимир Ћоровић. Поред књижевних, у часопису су објављивани и значајни културно-историјски прилози из историје Дубровника.
Своје песме је од 1906. до 1908. године у Срђу објављивао и Димитрије Митриновић, познати српски авангардни критичар, теоретичар, филозоф, есејист, песник и преводилац.
У листу су радили као дописници: Матија Бан, Вид Вукасовић Вулетић, Дионисије Миковић, Иво Војновић и многи други.

## Цена листа
На почетку излажења листа цена годишње претплате за Дубровник и Аустроугарску била је 12 круна, а за иностранство 15 франака у злату. Са доласком новог уредника Антонија Вучетића појединачни број листа је коштао 80 пара, годишња претплата за Аустроугарску је била 10 круна, а за иностранство 12 круна.

## Занимљивости
Неки уредници српских новина и часописа на територији данашње Хрватске, а ондашње Аустроугарске, нису имали дужи животни вијек. Тако је родом Корчуланин, Србин католик Антун Фабрис, након тамновања због објављивања пјесме Бокешка ноћ у првом књижевном часопису у Дубровнику - Срђ, трајно нарушио своје здравље и преминуо је у 40. години живота. Католички Србин Луко Зоре је поживио 60 година, а уредник Српског гласа у Загребу, Милан Ђорђевић умире у 39. години. Павле Јовановић, први уредник Србобрана, који је такођер био у тамници због неких чланака (критике аустроугарске власти у БиХ)  умире у напону снаге и политиког талента у 48. години живота. Сава Бјелановић, уредник Српског листа, који је касније забрањен и каснијег Српског гласа (Задар) живи до своје 46. године. Будислав Будисављевић уредник Новог Србобрана и Српског кола умире, као и новинар и уредник Српског кола, Милан Грчић, у 42. години живота. Сима Лукин Лазић, власник и уредник листа Врач погађач умире у 40. години.